# BRIT Awards 2016
36-я ежегодная церемония вручения наград BRIT Awards прошла 24 февраля 2016 года в Лондоне на стадионе «O2 Арена». Ведущими премии были дуэт британских телеведущих Энтони «Ant» Макпартлин и Деклан «Dec» Доннелли, известные вместе как Ant&Dec. Номинанты были представлены 14 января 2016 года. Отдельный номер в память о британском певце Дэвиде Боуи добавлен в церемонию премии. Прямая трансляция транслировался YouTube на канале премии.

## Выступления
| Артист                               | Название песни | Изменения в чарте Соединенного Королевства (синглы)                       | Изменения в чарте Соединенного Королевства (альбомы) |
| ------------------------------------ | --- | ------------------------------------------------------------------------- | --- |
| Coldplay                             | «Hymn for the Weekend» | 10 (+7)                                                                   | A Head Full of Dreams — 5 (+/-) |
| Justin Bieber James Bay              | «Love Yourself» «Sorry» | 5 (+2) 9 (-1)                                                             | Purpose — 4 (-1) |
| Jess Glynne                          | «Ain't Got Far to Go» «Don't Be So Hard on Yourself» «Hold My Hand» | 70 (повторное появление в чарте) 61 (+1) 72 (повторное появление в чарте) | I Cry When I Laugh — 6 (+/-) |
| James Bay                            | «Hold Back the River» | 56 (+35)                                                                  | Chaos and the Calm — 7 (+10) |
| Rihanna SZA Drake                    | «Consideration» «Work» | не участвовали 2 (+1)                                                     | Anti — 9 (+/-) |
| Little Mix                           | «Black Magic» | 60 (+10)                                                                  | Get Weird — 8 (+/-) |
| Музыкальная группа Дэвида Боуи Lorde | Номер в память Дэвида Боуи Инструментальное попурри: содержат части из следующих композиций: «Space Oddity» «Rebel Rebel» «Let's Dance» «Ashes to Ashes» «Ziggy Stardust» «Fame» «Under Pressure» «Heroes» С певицей Lorde: «Life on Mars?» | не участвовали в чарте                                                    | Best of Bowie — 2 (+/-) Nothing Has Changed — 13 (-3) Blackstar — 14 (-7) Hunky Dory — 37 (-8) The Rise and Fall of Ziggy Stardust and the Spiders from Mars — 41 (-6) Aladdin Sane — 80 (-26) |
| The Weeknd                           | «The Hills» | 31 (+9)                                                                   | Beauty Behind the Madness — 18 (+1) |
| Adele                                | «When We Were Young» | 13 (+10)                                                                  | 25 — 1 (+/-) 21 — 26 (+7) 19 — 55 (+13) |

## Награды вручали
- Кайли Миноуг — вручала номинацию «Британский исполнитель года»
- Луи Томлинсон & Лиам Пейн — вручали номинацию «Британская исполнительница года»
- Саймон Пегг — вручал номинацию «Британская группа года»
- Джордан Данн & Henry Cavill — вручали номинацию «Международная группа года»
- Ник Гримшоу & Шерил Фернандез-Версини — вручали номинацию «Британский прорыв года»
- Марк Ронсон — вручал номинацию «Британский альбом года»
- Суки Уотерхауз & Саймон Ле Бон — вручала номинацию «Британский сингл года»
- Major Lazer — вручала номинацию «Международный исполнитель года»
- Флёр Ист & Крейг Дэвид — вручала номинацию «Международная исполнительница года»
- Алан Карр & Лианн Ла Хавас — вручала номинацию «Британский видеоклип года»
- Тим Пик — вручил Адель «Британский глобальный успех»
- Энни Леннокс — представила номинацию «Британская Икона года» и вручила почетную статуэтку Дэвиду Боуи, за него получал его близкий друг Гэри Олдмен.

## Номинации
Победители отмечены галочкой.
Британский исполнитель года:
- Aphex Twin
- Кельвин Харрис
- Джеймс Бей
- Jamie xx
- Марк Ронсон

Международный исполнитель года:
- Drake
- Father John Misty
- Джастин Бибер
- Кендрик Ламар
- The Weeknd

Британская исполнительница года:
- Адель
- Эми Уайнхаус
- Florence and the Machine
- Джесс Глинн
- Лора Марлинг

Международная исполнительница года:
- Ариана Гранде
- Бьорк
- Lana Del Rey
- Меган Трейнор
- Кортни Барнетт

Британская группа года:
- Blur
- Coldplay
- Foals
- One Direction
- Years & Years

Международная группа года:
- Alabama Shakes
- Eagles of Death Metal
- Major Lazer
- Tame Impala
- U2

Британский прорыв года:
- Catfish and the Bottlemen
- Джеймс Бей
- Джесс Глинн
- Wolf Alice
- Years & Years

Британский альбом года:
- Адель — 25
- Coldplay — A Head Full of Dreams
- Florence + the Machine — How Big, How Blue, How Beautiful
- Джеймс Бей — Chaos and the Calm
- Jamie xx — «In Colour»

Британский сингл года:
- Адель — «Hello»
- Calvin Harris & Discliples — «How Deep Is Your Love»
- Элли Голдинг— «Love Me Like You Do»
- Джеймс Бей — «Hold Back the River»
- Ed Sheeran & Rudimental — Bloodstream
- Little Mix — «Black Magic»
- Олли Мерсfeat Деми Ловато —"Up"
- Philip George— «Wish You Were Mine»
- Years & Years— «King»

Британский видеоклип года:
- Адель — «Hello»
- Ed Sheeran — «Photograph»
- Джесси Джей — « Flashlight»
- Little Mix — «Black Magic»
- One Direction — «Drag Me Down»

Critics' Choice (вручается артисту, пока не имеющему альбома)
- Jack Garratt
- Frances
- Izzy Bizu

Британский продюсер года:
- Charlie Andrew
- Mark Ronson
- Mike Crossey
- Tom Dalgety

Британская музыкальная икона
- Дэвид Боуи

Британский глобальный успех
- Адель (певица)